# Josef Kürten

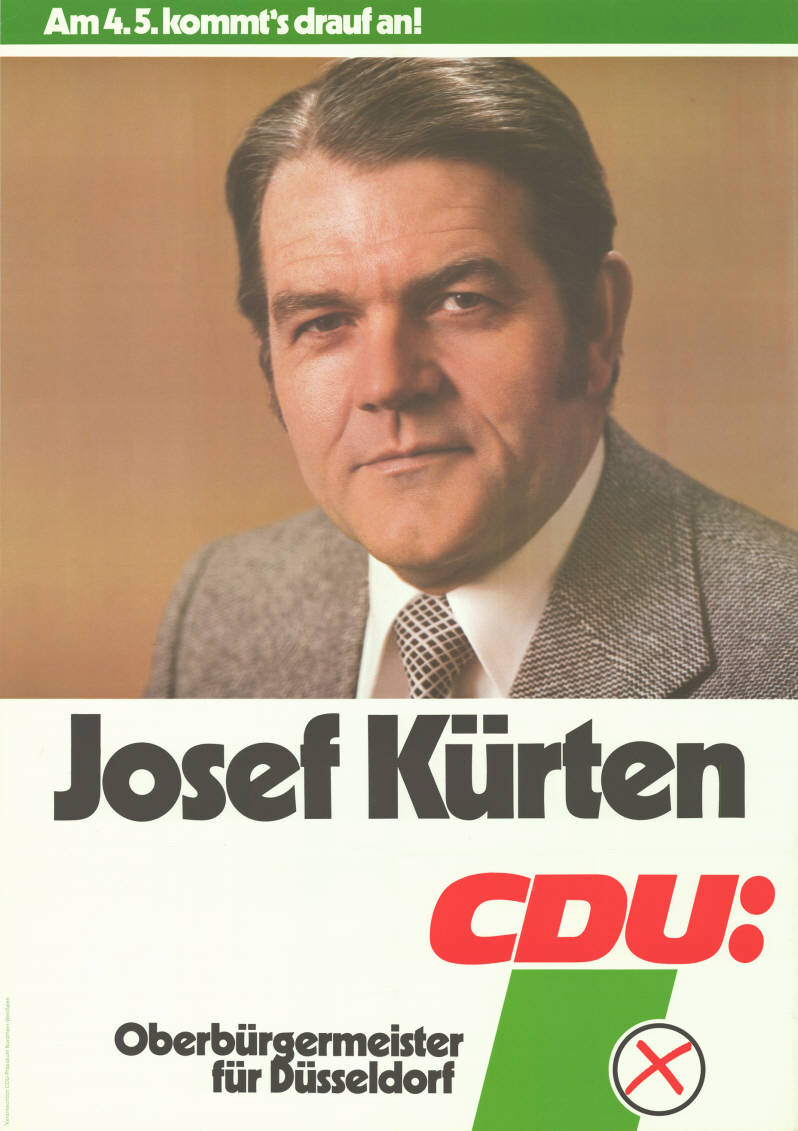
Kandidatenplakat zur Landtagswahl in Nordrhein-Westfalen 1975

Josef Kürten (* 20. März 1928 in Düsseldorf; † 25. Dezember 2010 ebenda) war von 1979 bis 1984 Oberbürgermeister der nordrhein-westfälischen Landeshauptstadt Düsseldorf.

## Leben
Kürten wurde in Düsseldorf geboren und besuchte dort auch die Schule. Nach dem Zweiten Weltkrieg half er beim Wiederaufbau der Katholischen Jugend der Stadt. Er engagierte sich in der Kommunalpolitik für die CDU. Daneben war er im kulturellen und sozialen Bereich in vielen Initiativen in der Stadt tätig, zum Beispiel seit 1964 Mitglied und auch Vorsitzender der Düsseldorfer Altenbetreuung, Jugendpflege und Behindertenhilfe.
Kürten war als Oberbürgermeister Nachfolger von Klaus Bungert (SPD), der ihm wiederum nachfolgte.

## Ehrungen und Auszeichnungen
- 1978: Verdienstkreuz 1. Klasse
- 1984: Großes Bundesverdienstkreuz
- 1989: Investitur in den Ritterorden vom Heiligen Grab zu Jerusalem
- 2006: Verdienstorden des Landes Nordrhein-Westfalen[2]
- Ehrenoberbürgermeister der Stadt Düsseldorf[3]